# 硒氰酸亚铜
硒氰酸亚铜是一种无机化合物，化学式为CuSeCN，难溶于水，溶度积为1.82×10-10（20℃）。CuSeCN存在α、β、γ、γ'、δ、ε等相。

## 制备
电化学法是以铜为阳极电解硒氰酸钾溶液，可以得到硒氰酸亚铜晶体：
Cu + SeCN− − e− → CuSeCN
化学法是利用了氯化亚铜和硒氰酸钾的反应，反应物在丙酮中混合，加入少量水析出沉淀。用Na2S2O3处理硫酸铜溶液，接着加入硒氰酸钾，也能制得硫氰酸亚铜。

## 性质
硒氰酸亚铜可以吸收氢气，形成CuSeCNH2。